# Cansó d'Antiocha
La Cansó d'Antiocha es un cantar de gesta occitano, del que se conserva sólo un fragmento de poco más de 700 versos en un manuscrito conservado en la Biblioteca de la Real Academia de la Historia de Madrid. Este cantar tiene como argumento el Sitio de Antioquia, ocurrido durante la Primera Cruzada entre 1097 y 1098.

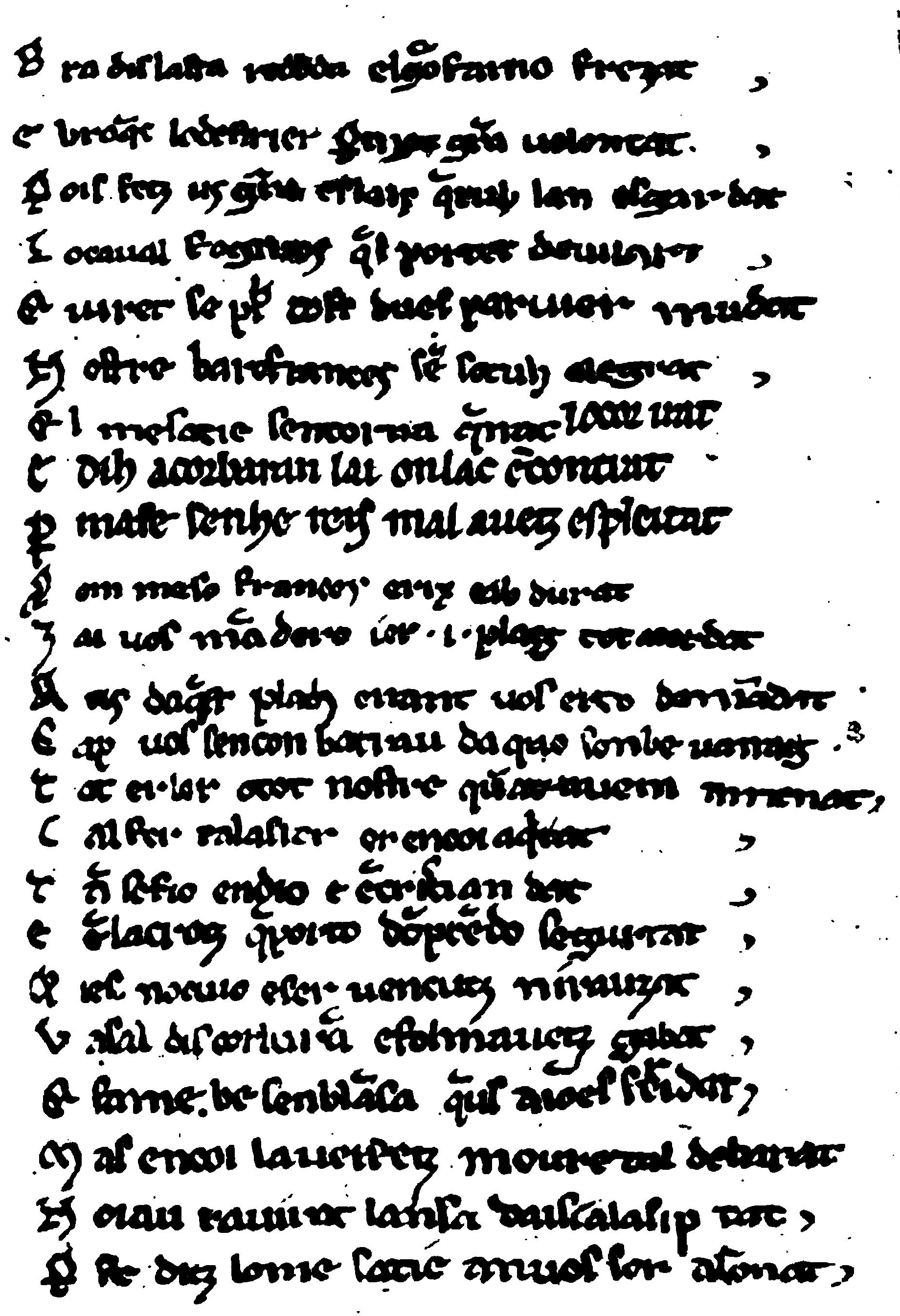
Folio 6 v., reproducido por Meyer

## El manuscrito
El manuscrito llegó a la Academia de la Historia en 1868, dentro legado realizado por Jaime Villanueva. Actualmente es el ms. 117 de esta biblioteca.
Es un manuscrito en pergamino, de 16 folios de unos 94 x 140 mm; ha sido ligado a otros folios en papel que no tienen relación con la Cansó. 
Está escrito por varias manos con letra del siglo XIII. El manuscrito no es, en absoluto, lujoso; tiene lagunas y errores, que en algunos casos parece deberse a que el manuscrito usado de fuente para el copiado sería muy precario. Puede considerarse un manuscrito de juglar.
En una anotación en un documento anexo que contiene una transcripción de la época de Villanueva se lee que este códice era "de la Iglesia de Roda". Se trataría posiblemente de la catedral de Roda de Isábena, que Villanueva visitó y donde pudo haber obtenido el manuscrito.

## El texto
El texto conservado está visiblemente fragmentado, ya que ni siquiera se explica el final de la batalla de Antioquía. Algunos aspectos del contenido de la canción pueden reconstruirse, ya que se recogen, traducidos al castellano y en prosa, a la Gran conquista de Ultramar. De todas formas, el texto castellano bebe de diversas fuentes y no es fácil distinguirlas.
El fragmento conservado del texto se presenta en 19 laisses monorrimos de longitud variable (de 11 a 107 versos alejandrinos), que terminan con un verso más corto (de 6 sílabas, en rima femenina).
El texto contiene dos alusiones (una muy breve) a la leyenda de Roldán (vv. 577-588 y 707-708), que posiblemente pueden asociarse a una tradición occitana de la leyenda, en algunos puntos diferente de la versión francesa.

## Autoría
Se tiene conocimiento indirecto, aunque parece fiable, que el caballero Gregori Bochada había escrito una canción de hazaña en occitano sobre la Cruzada en el primer cuarto del XII. Sin embargo, el texto que conservamos en el manuscrito de la Academia de la Historia no correspondería a esta primera versión sino a una posterior.

## Ediciones
Fue editada por primera vez por Paul Meyer en 1884, a partir de una copia que le proporcionó Gottfried Baist; posteriormente, se han publicado algunas ediciones parciales. La edición completa más moderna es de Sweetenham y Paterson.
- Meyer, Paul (1884). «Fragment d'une "Chanson d'Antioche" en provençal». Archives de l'orient Latin (en francés) (París: Ernest Léroux) 2: 467-509.
- Sweetenham, Carol; Paterson, Linda M. (2003). The 'Canso d'Antioca': An Epic Chronicle of the First Crusade (en inglés). Aldershot (Hampshire) / Burlington: Ashgate Publishing. ISBN 0-7546-0410-1.